# Sexto Júlio César (cônsul em 91 a.C.)
Sexto Júlio César (em latim: Sextus Iulius Caesar; 89 a.C.) foi um político da família César da gente Júlia da República Romana eleito cônsul em 91 a.C. com Lúcio Márcio Filipo. Era um parente do ditador Júlio César.

## Carreira
Provavelmente foi pretor em 94 a.C. antes de ser eleito cônsul, em 91 a.C., com Lúcio Márcio Filipo. O ano do seu consulado foi problemático, porque o tribuno da plebe Marco Lívio Druso tentou fazer várias reformas, tentou dar cidadania romana aos aliados italianos, não conseguiu, e foi assassinado. Com sua morte, os aliados se revoltaram, na que ficou conhecida como Guerra Social.
Atuou como legado de Cneu Pompeu Estrabão, cônsul em 89 a.C. e morreu de uma doença não identificada no mesmo ano, durante o Cerco de Ásculo ("Asculum").
O seu nome aparece nos Fastos Capitolinos, mas está corrompido, o que inviabiliza a identificação de seus ancestrais. Apiano o confunde com Lúcio Júlio César, o cônsul em 90 a.C..

## Família
De acordo com o genealogista inglês William Berry, ele seria de um ramo distante da família de Júlio César, o ditador. Segundo esta hipótese, ele seria neto de Sexto Júlio César, o embaixador em Abdera, e bisneto de Sexto Júlio César, tribuno militar e trisavô de Júlio César. Seria ainda o avô de Sexto Júlio César, governador romano da Síria.
De acordo com William Smith, ele era filho de Caio Júlio César, o avô do ditador, e de Márcia, sendo, portanto, irmão de Caio Júlio César, o pai do ditador, e de Júlia, tia do ditador e esposa de Caio Mário. O avô paterno deste Sexto não é conhecido, mas, segundo uma conjectura de Drumann, Caio Júlio César, o avô do ditador, seria filho de Sexto Júlio César (César no.4), que restaurou a liberdade de Abdera, e irmão de Sexto Júlio César (César no.6), cônsul em 157 a.C.. Este Sexto Júlio César, cônsul em 91 a.C., seria então o pai de Sexto Júlio César (César no. 23), que foi flâmine quirinal, e, provavelmente, avô de Sexto Júlio César (César no. 23), que foi nomeado por Júlio César como governador da Síria em 47 a.C. e assassinado no ano seguinte.
De acordo com Jona Lendering, ele seria irmão de Caio Júlio César, o pai de Júlio César, e pai de Sexto Júlio César, o governador da Síria.